# Ormnotation

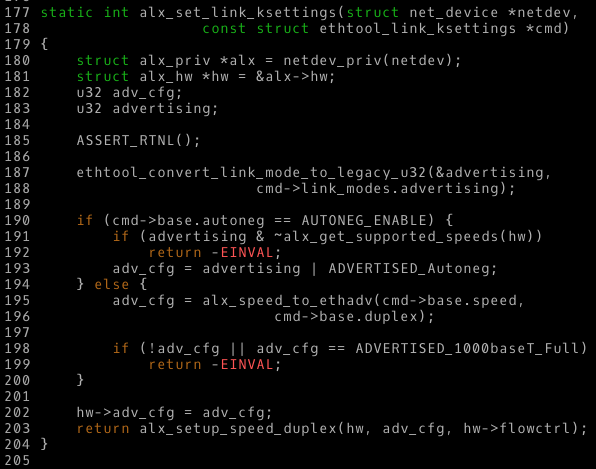
Kodstycke från en modul i Linux-kärnan, som använder ormnotation för identifierare.

Ormnotation[källa behövs] (engelska: snake_case) är sättet att skriva sammansatta ord eller fraser i vilka elementen är åtskilda med ett understreckstecken (_) och inga blanksteg, där varje elements inledande bokstav vanligtvis är gemen och den första bokstaven antingen är versal eller gemen—som i ”foo_bar” och ”Hello_world”. Det används vanligtvis i källkod för variabelnamn och funktionsnamn, och ibland även för filnamn.

## Historia
Användningen av understreck som ordavskiljare i identifierare i programmeringsspråk är gammal, och dateras till slutet av 1960-talet. Det är särskilt förknippat med C, så som det skrivs i boken The C Programming Language (1978), och i motsats till Pascal (som använder en typ av kamelnotation). Konventionen hade emellertid traditionellt inget specifikt namn: stilguiden för Python refererar helt enkelt till notationen som lower_case_with_underscores ("gemener_med_understreck").

På Usenet sågs ormnotation först inom Ruby-gemenskapen 2004, då Gavin Kistner skrev:
| ” | BTW...what *do* you call that naming style? snake_case? That's what I'll call it until someone corrects me. (ungefär "Förresten... Vad *kallar* man den namngivningsstilen? Ormnotation? Det är vad jag kommer att kalla den fram tills att någon rättar mig.") | „ |

 En tidigare Intel-ingenjör, Jack Dahlgren, har dock sagt på Quora att han använde termen internt hos Intel (och kanske i dialog med Microsoft-ingenjörer) 2002. Det är möjligt att samma term har utvecklats oberoende i mer än en gemenskap.
2015 har namnen på namngivningskonventioner för identifierare med flera ord ännu inte standardiserats, även om vissa termer åtnjuter ökad användning, så som lispnotation, kebabnotation, SKRIKANDE_ORMNOTATION, etc.[källa behövs]

## Exempel på språk som av hävd använder ormnotation
- OCaml, för värden, typ- och modulnamn [4]
- ABAP
- C, för standardbiblioteket
- C ++, för standardbiblioteket [5] och Boost [6]
- Erlang, för funktionsnamn [7]
- GDScript, för variabel- och funktionsnamn [8]
- Java, för slutgiltiga statiska konstanter och enumvärden.
- Perl, för lexikaliska variabler och subrutiner [9]
- Python, för variabelnamn, funktionsnamn, metodnamn och modul- eller paketnamn (d.v.s. filnamn) [1]
- R, för variabelnamn, funktionsnamn, argumentnamn, särskilt i tidyversstil [10]
- Ruby, för variabel- och metodnamn [11]
- Rust, för bland annat variabel- och funktionsnamn [12]
- Elixir, för atom-, variabel- och funktionsnamn [13]
- Eiffel, för klass- och funktionsnamn [14]